# Болехівці (зупинний пункт)
Болехі́вці — пасажирський залізничний зупинний пункт Львівської дирекції Львівської залізниці на електрифікованій лінії Стрий — Самбір між станціями Верхні Гаї (7 км) та Дрогобич (5  км). Розташований біля однойменного села Дрогобицького району Львівської області

## Пасажирське сполучення
На зупинному пункті Болехівці зупиняються приміські електропоїзди сполученням Стрий — Самбір.